# Mistrovství světa ve sportovním lezení 2005
Mistrovství světa ve sportovním lezení 2005 (anglicky: UIAA Climbing World Championship, francouzsky: Championnats du monde d'escalade, italsky: Campionato del mondo di arrampicata, německy: Kletterweltmeisterschaft) se uskutečnilo jako osmý ročník 1.—5. července v Mnichově pod hlavičkou Mezinárodní horolezecké federace (UIAA), podruhé v Německu, závodilo se v lezení na obtížnost, rychlost a v boulderingu.

## Průběh závodů

### Češi na MS
Tomáš Mrázek obhájil titul Mistra světa v lezení (na obtížnost), získal zde svou druhou i druhou českou zlatou medaili.
Věra Kotasová-Kostruhová se stala první Češkou a prvním bouldristou s (bronzovou) medailí na Mistrovství světa ve sportovním lezení.

### Výsledky mužů a žen
| obtížnost                 | obtížnost              | rychlost                  | rychlost              | bouldering             | bouldering                  |
| ------------------------- | ---------------------- | ------------------------- | --------------------- | ---------------------- | --------------------------- |
| muži                      | ženy                   | muži                      | ženy                  | muži                   | ženy                        |
| 1. Tomáš Mrázek           | 1. Angela Eiterová     | 1. Jevgenij Vajcechovskij | 1. Olena Repko        | 1. Salavat Rachmetov   | 1. Olha Šalahina            |
| 2. Patxi Usobiaga Lakunza | 2. Emily Harrington    | 2. Maksym Stenkovyj       | 2. Valentina Jurinová | 2. Kilian Fischhuber   | 2. Julija Abramčuková       |
| 3. Alexandre Chabot       | 3. Akijo Noguči        | 3. Sergej Sinicyn         | 3. Edyta Ropek        | 3. Gérome Pouvreau     | 3. Věra Kotasová-Kostruhová |
|                           |                        |                           |                       |                        |                             |
| 32.—33. Václav Malina     | 31. Soňa Hnízdilová    | 12. Libor Hroza           | 18. Eliška Karešová   | 9. Tomáš Mrázek        | 32. Helena Lipenská         |
| 63. Jan Zbranek           | 48.—49. Nelly Kudrová  | —                         | —                     | 30.—31. Jiří Přibil    | 51.—52. Nelly Kudrová       |
| —                         | 56. Kateřina Chudobová | —                         | —                     | 34.—36. Jakub Hlaváček | —                           |
| —                         | —                      | —                         | —                     | 54. Jan Zbranek        | —                           |
| —                         | —                      | —                         | —                     | 81. Radovan Souček     | —                           |
|                           |                        |                           |                       |                        |                             |
| ? finalistů               | ? finalistek           | ? finalistů               | ? finalistek          | ? finalistů            | ? finalistek                |
| ? semifinalistů           | ? semifinalistek       | ? semifinalistů           | ? semifinalistek      | ? semifinalistů        | ? semifinalistek            |
| 116 mužů                  | 68 žen                 | 45 mužů                   | 23 žen                | 112 mužů               | 79 žen                      |

### Čeští Mistři a medailisté
| Disciplína | Lezec/lezkyně            | Zlato         | Stříbro | Bronz            |
| ---------- | ------------------------ | ------------- | ------- | ---------------- |
| Obtížnost  | Tomáš Mrázek             | Zlatá medaile |         |                  |
| Bouldering | Věra Kotasová-Kostruhová |               |         | Bronzová medaile |

### Medaile podle zemí
| pořadí | stát      | Zlatá medaile | Stříbrná medaile | Bronzová medaile | celkem |
| ------ | --------- | ------------- | ---------------- | ---------------- | ------ |
| 1.     | Ukrajina  | 2             | 1                | 0                | 3      |
| 2.     | Rusko     | 1             | 2                | 1                | 4      |
| 3.     | Česko     | 1             | 0                | 1                | 2      |
| 4.     | Rakousko  | 1             | 0                | 0                | 1      |
| 5.     | Španělsko | 0             | 1                | 0                | 1      |
| 5.     | USA       | 0             | 1                | 0                | 1      |
| 7.     | Francie   | 0             | 0                | 1                | 1      |
| 7.     | Japonsko  | 0             | 0                | 1                | 1      |
| 7.     | Polsko    | 0             | 0                | 1                | 1      |

### Zúčastněné země
| 1.   | Česko              | Rakousko    | Rusko      | Ukrajina   | Rusko              | Ukrajina           |
| 2.   | Španělsko          | USA         | Ukrajina   | Rusko      | Rakousko           | Rusko              |
| 3.   | Francie            | Japonsko    | Polsko     | Polsko     | Francie            | Česko              |
| 4.   | Švýcarsko          | Ukrajina    | Venezuela  | Čína       | Ukrajina           | Polsko             |
| 5.   | Nizozemsko         | Francie     | Česko      | Německo    | Finsko             | Rakousko           |
| 6.   | Německo            | Slovinsko   | Maďarsko   | Maďarsko   | Švýcarsko          | Španělsko          |
| 7.   | Ukrajina           | Rusko       | Hongkong   | Venezuela  | Česko              | Francie            |
| 8.   | Rusko              | Belgie      | Rakousko   | Guatemala  | Japonsko           | USA                |
| 9.   | Švédsko            | Itálie      | Španělsko  | Hongkong   | Nizozemsko         | Jižní Korea        |
| 10.  | Japonsko           | Švýcarsko   | Německo    | Kazachstán | Jižní Korea        | Itálie             |
| 11.  | USA                | Německo     | Čína       | Česko      | Itálie             | Slovinsko          |
| 12.  | Itálie             | Česko       | USA        | Řecko      | USA                | Japonsko           |
| 13.  | Slovensko          | Brazílie    | Kazachstán | Švédsko    | Německo            | Švýcarsko          |
| 14.  | Jižní Korea        | Jižní Korea | Gruzie     | —          | Spojené království | Austrálie          |
| 15.  | Slovinsko          | Austrálie   | Belgie     | —          | Portugalsko        | Švédsko            |
| 16.  | Bulharsko          | Venezuela   | Kostarika  | —          | Polsko             | Ukrajina           |
| 17.  | Polsko             | Polsko      | Řecko      | —          | Venezuela          | Německo            |
| 18.  | Norsko             | Hongkong    | Guatemala  | —          | Slovinsko          | Belgie             |
| 19.  | Rakousko           | Nizozemsko  | Salvador   | —          | Argentina          | Spojené království |
| 20.  | Finsko             | Maďarsko    | Francie    | —          | Malajsie           | Venezuela          |
| 21.  | Bělorusko          | Norsko      | —          | —          | Švédsko            | Maďarsko           |
| 22.  | Spojené království | Čína        | —          | —          | Španělsko          | Hongkong           |
| 23.  | Brazílie           | Srbsko      | —          | —          | Řecko              | Čína               |
| 24.  | Čína               | Španělsko   | —          | —          | Maďarsko           | Řecko              |
| 25.  | Venezuela          | Nový Zéland | —          | —          | Dánsko             | Bulharsko          |
| 26.  | Maďarsko           | Guatemala   | —          | —          | Jižní Afrika       | Kazachstán         |
| 27.  | Kolumbie           | Portugalsko | —          | —          | Chorvatsko         | Portugalsko        |
| 28.  | Kazachstán         | Švédsko     | —          | —          | Bělorusko          | Kanada             |
| 29.  | Jižní Afrika       | Řecko       | —          | —          | Kazachstán         | Srbsko             |
| 30.  | Indie              | Kazachstán  | —          | —          | Hongkong           | Guatemala          |
| 31.  | Mexiko             | —           | —          | —          | Ekvádor            | Chorvatsko         |
| 32.  | Argentina          | —           | —          | —          | Brazílie           | Nový Zéland        |
| 33.  | Dánsko             | —           | —          | —          | Kolumbie           | Nizozemsko         |
| 34.  | Kostarika          | —           | —          | —          | Čína               | —                  |
| 35.  | Ekvádor            | —           | —          | —          | Mexiko             | —                  |
| 36.  | Portugalsko        | —           | —          | —          | Kostarika          | —                  |
| 37.  | Filipíny           | —           | —          | —          | Filipíny           | —                  |
| 38.  | Řecko              | —           | —          | —          | Izrael             | —                  |
| 39.  | Gruzie             | —           | —          | —          | Guatemala          | —                  |
| 40.  | Guatemala          | —           | —          | —          | Bolívie            | —                  |
| 41.  | Salvador           | —           | —          | —          | Salvador           | —                  |
| 42.  | Bolívie            | —           | —          | —          | —                  | —                  |
| (51) | 42                 | 30          | 20         | 13         | 41                 | 33                 |